# Granola

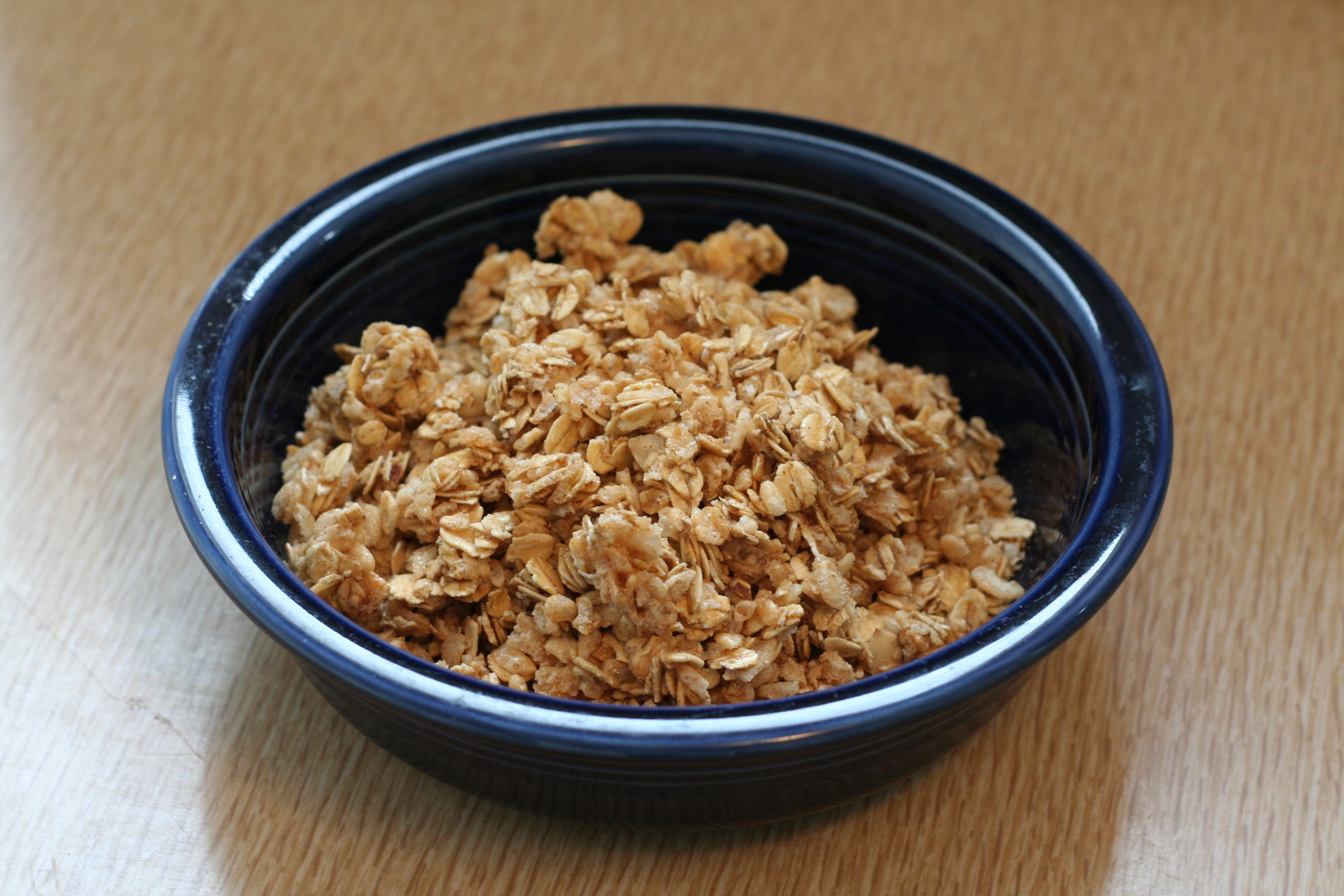
Miseczka z granolą

Granola (słowo ang., pochodzące z włoskiego zdrobnienie od grano: zboże, pszenica) – mieszanina płatków zbożowych, rodzynek, orzechów, suszonych owoców i cukru (lub miodu), pieczona do chrupkości.
Podawana jest z mlekiem lub jogurtem na śniadanie. Może być także wykorzystywana jako składnik ciast, deserów bądź batoników.

## Historia
Granola została wymyślona w Dansville w stanie Nowy Jork przez dr. Jamesa Caleba Jacksona w Jackson Sanatorium w 1894 r. 
Podobne płatki zostały wymyślone również przez Johna Harveya Kellogga. Były również znane pod nazwą granula, ale nazwa ta została zmieniona na granola, żeby uniknąć problemów prawnych z dr. Jacksonem.